# منصور الكاملي
منصور بن بعرة الذهبي الكاملي (حوالي 1236) هو عالم بالمعادن وكيميائي وعالم اجتماع مسلم من العصور الوسطى في مصر. من بين أعماله (كشف الأسرار العلميّة بدار الضرب المصرية).